# Ulrik Frederik Gyldenløve
Ulrik Frederik Gyldenløve, Conde de Laurvig (20 de julio de 1638 - 17 de abril de 1704) fue el principal general en Noruega durante la Guerra Escanesa , cuya parte noruega se llama convencionalmente " Guerra de Gyldenløve " después de él. Era un hijo ilegítimo reconocido del rey Federico III de Dinamarca .

## Primeros años
Gyldenløve nació en Bremen , Alemania , el hijo ilegítimo del Príncipe Federico, más tarde el Rey Federico III de Dinamarca , que en ese momento era Príncipe-Arzobispo de Bremen y coadjutor del Obispado de Halberstadt . Su madre fue Margrethe Pape, que fue convertida en baronesa de Løvendal por el rey Cristián IV el 15 de septiembre de ese mismo año.
Cuando su padre subió al trono de Dinamarca en 1648, Ulrik Frederik asumió el nombre de Gyldenløve, que fue utilizado por hijos ilegítimos de reyes daneses.
Durante la primera mitad de la década de 1650, viajó por Europa, visitando Francia, Italia y España. El 21 de agosto de 1655 se convirtió en un noble danés naturalizado.[2]

## Carrera militar
En 1664 Gyldenløve fue nombrado Statholder ( virrey ) a Noruega, en sustitución de Iver Krabbe . Estudió las condiciones en Noruega con mucho cuidado y se convirtió en un firme defensor de muchas reformas importantes, como un sistema impositivo simplificado y el establecimiento de un Tribunal de apelaciones en Noruega separado del de Dinamarca. También es recordado por su papel en la construcción y mejora de nueve fortalezas a lo largo de la frontera sueca.
Gyldenløve participó en las guerras Dano-Suecas del siglo XVII, donde fue particularmente exitoso en la Batalla de Nyborg el 14 de noviembre de 1659. En 1666, se convirtió en comandante en jefe del ejército noruego que fue victorioso en las Guerra Escanesa (1675 –1679).
En 1671, Gyldenløve fundó la ciudad de Laurvig (actual Larvik ) y fue nombrado Conde de Laurvig. En Larvik, es recordado por la construcción de su iglesia principal y de Herregården (Manor House), que sigue siendo una de las estructuras de madera más grandes de Noruega. [3]
Gyldenløve implementó las reformas de Hannibal Sehested sobre impuestos, defensa y justicia y protegió a los arrendatarios . También estuvo activo en la política danesa desde 1670 en asociación con Peder Griffenfeld .

## Carrera y participaciones en Dinamarca
La construcción del Palacio Gyldenløves en Copenhague, más tarde conocido como Palacio Charlottenborg , comenzó el 3 de abril de 1672 cuando Federico III colocó la primera piedra para su hijo ilegítimo.

## Familia
El conde Ulrik Frederik se casó tres veces: una vez, sin hijos, con la famosa Marie Grubbe , de quien se divorció después de nueve años en 1670. Se casó en segundo lugar, Sophie Urne (1629-1714), hija de Jørgen Urne y Margrete Marsvin. Su tercera esposa fue la condesa Antoinette Augusta von Aldenburg (1660-1701), hija mayor de Anton I, conde von Aldenburg und Knyphausen (por su primera esposa, la condesa Auguste Johanna zu Sayn-Wittgenstein-Hohenstein ), hijo legítimo de Anton Gunther , el último de los condes independientes de Oldenburg , que pertenecían a la rama cadete Delmenhorst de la Casa de Oldenburgcuya línea principal se convirtió en reyes hereditarios de Dinamarca. Los dos primeros matrimonios de Ulrik Frederik terminaron en divorcios, pero él tiene descendientes del segundo y tercero.
Según relatos contemporáneos, también tuvo una relación amorosa con el conde Peder Griffenfeld , quien se convirtió en un destacado estadista en Dinamarca-Noruega .
Tuvo muchos hijos, tanto legítimos como ilegítimos, cuatro de los cuales vivieron hasta la edad adulta, se casaron y dejaron descendientes:
Por Sophie Urne:
- Woldemar Gyldenløve , más tarde barón de Lowendal (25 de septiembre de 1660-24 de junio de 1740, padre del francés Marshall Ulrich Frédéric Woldemar, conde de Lowendal )
- Carl Løvendal (25 de septiembre de 1660 - 25 de septiembre de 1689, se suicidó en un barco cerca de la isla de Santo Tomás en la región occidental de Dinamarca)

Por la condesa Antonieta Augusta von Aldenburg:
- Condesa Charlotte Amalie af Danneskiold-Samsøe (1682-1699), se casó con Christian Gyldenløve (1674-1703)
- Ulrike Amalie Antoinette af Danneskiold-Samsøe (1686-1755), se casó con el conde Carl von Ahlefeldt (1670-1722)
- Ferdinand Anton, conde af Danneskiold-Samsøe (1688-1754), se casó con la condesa Ulrikke Eleonore af Reventlow (1690-1754)

A través de su hija, Charlotte Amalie, y su hija, la condesa Frederikke Louise af Danneskiold-Samsø (por su matrimonio con Christian Gyldenløve , un hijo ilegítimo de Cristián V de Dinamarca), Ulrik Frederik se convirtió en el antepasado de los duques de Augustenborg y, por lo tanto, entre otros, de Federico VIII, duque de Schleswig-Holstein y la emperatriz alemana Augusta .